# Club Nouveau
Club Nouveau je R&B popová hudební skupina, která vznikla při rozpadu kapely Timex Social Club. Její člen, Jay Kay zformoval kapelu Club Noveau v Sacramentu, Kalifornii v roce 1986. Kapelu ještě tvoří Denzil Foster, Thomas McElroy, Samuelle Prater a Valerie Watsonová. Kapela se zapsala u Warner Bros, nahrávací společnosti. Mezi některé hity této kapely mimo jiné patří „Jealousy“ (US R&B #8, US Dance #38) či „Lean on Me“ (US #1, US R&B #2, US Dance #1, UK #3). Kapela vesměs patřila mezi kapely jednoho hitu.

## Diskografie
- Life, Love and Pain (1986)
- Listen to the Message (1988)
- Under a Nouveau Groove (1989)
- A New Beginning (1992)
- Everything Is Black (1995)